# Anahí
Anahí  (del guaraní), según algunos hablantes de la lengua, significa «la más pequeña de la familia» o «anã pequeña» (de anã: «pariente», junto al diminutivo í), aunque se han propuesto otras etimologías. A partir de la leyenda tradicional, se considera que alude a la flor del ceibo; pero el nombre en sí mismo no se refiere a esta flor que en guaraní es syiñandy.

## La leyenda de Anahí
En una tribu de la etnia guaraní Mbya, vivía una joven, llamada Anahi por ser la menor de la familia, conocida por la dulzura de su voz. 

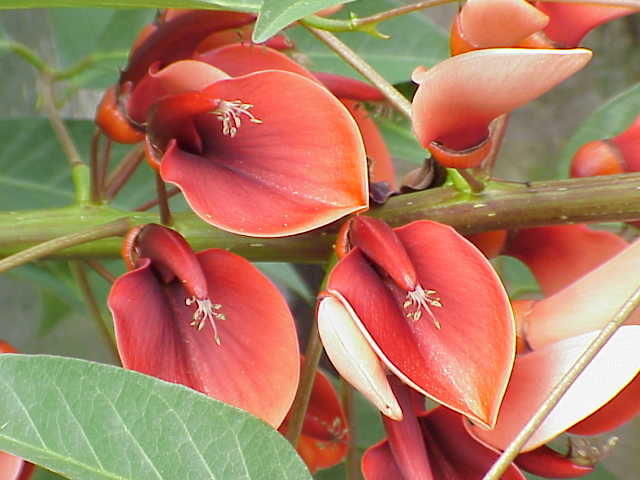
Flores de ceibo.

Al arribar los conquistadores, la tribu de Anahí decidió defender su tierra nativa, pero fueron derrotados y Anahí cayó prisionera. Llevada al campamento español, logró en la noche zafar de sus ligaduras y golpeando a un centinela ganó el bosque, con tan poca suerte que volvió a caer en manos de sus captores. El soldado herido por Anahí murió; acusada de ser bruja, fue condenada a morir en la hoguera. 
Atada a la estaca y encendidos los leños, Anahí, en medio de las llamas, comenzó a cantar una canción. Al amanecer, el cuerpo de Anahí se había convertido en un árbol hermoso del cual pendían racimos de flores rojas como las llamas que habían abrasado a la joven.

## Canción
La leyenda de Anahí inspiró una canción (guarania) al músico y poeta correntino  Osvaldo Sosa Cordero. Su versión más difundida es la grabada por Ramona Galarza en la década de 1960.[cita requerida]

Anahí... Las arpas dolientes hoy lloran arpegios que son para ti

Anahí... Recuerdan a caso tu inmensa bravura reina guaraní,

Anahí... Indiecita fea de la voz tan dulce como el aguaí.

Anahí, Anahí,

tu raza no ha muerto, perduran sus fuerzas en la flor rubí.

Defendiendo altiva tu indómita tribu fuiste prisionera

Condenada a muerte, ya estaba tu cuerpo envuelto en la hoguera

y en tanto las llamas lo estaban quemando

en roja corola se fue transformando...

La noche piadosa cubrió tu dolor y el alba asombrada

miro tu martirio hecho ceibo en flor.

Anahí... las arpas, dolientes hoy lloran arpegios que son para ti

Anahí... Recuerdan acaso tu inmensa bravura reina guaraní,

Anahí... Indiecita fea de la voz tan dulce como el aguaí.

Anahí, Anahí,

tu raza no ha muerto, perduran tus fuerzas en la flor rubí.

## Personajes célebres
- Anahí, actriz y cantante mexicana.
- Anahí de Cárdenas, actriz y modelo peruana.
- Anahí Lazzaroni, escritora argentina.
- Anahí Berneri, directora de cine argentina.